# Soumračník metlicový
Soumračník metlicový (Thymelicus sylvestris) je motýl z čeledi soumračníkovitých (Hesperiidae). Poprvé jej popsal Nikolaus Poda von Neuhaus v roce 1761. Vyskytuje se ve většině Evropy, severní Afriky a částech Asie.

## Popis
Soumračník metlicový má oranžově zbarvená křídla s tmavším okrajem a světlejší spodní stranou. Rozpětí křídel dosahuje 25–30 mm. Tykadla jsou zakončena klubíčkem, jehož spodní strana má charakteristickou žlutooranžovou barvu. Tento znak jej odlišuje od podobného soumračníka černohnědého (Thymelicus lineola), který má tykadla zakončená černě. Samečci mají na předních křídlech černý pruh tvořený pachovými šupinami.

## Výskyt
Druh se vyskytuje v otevřených travnatých biotopech, jako jsou louky, lesní paseky a okraje cest. Je rozšířen v téměř celé Evropě, chybí však na některých středomořských ostrovech a v nejsevernější Skandinávii. Vertikální rozšíření sahá až do výšky 1900 m n. m., v severní Africe i výše.

## Biologie
Samice kladou vajíčka na stébla trav, například na jílek vytrvalý, metlici trsnatou nebo srhu laločnatou. Housenky se líhnou na podzim, přezimují a na jaře se živí listy trav. Zakuklují se v řídkém zámotku na vegetaci, motýli se líhnou koncem června a jejich letová sezóna trvá do srpna.

## Fotogalerie

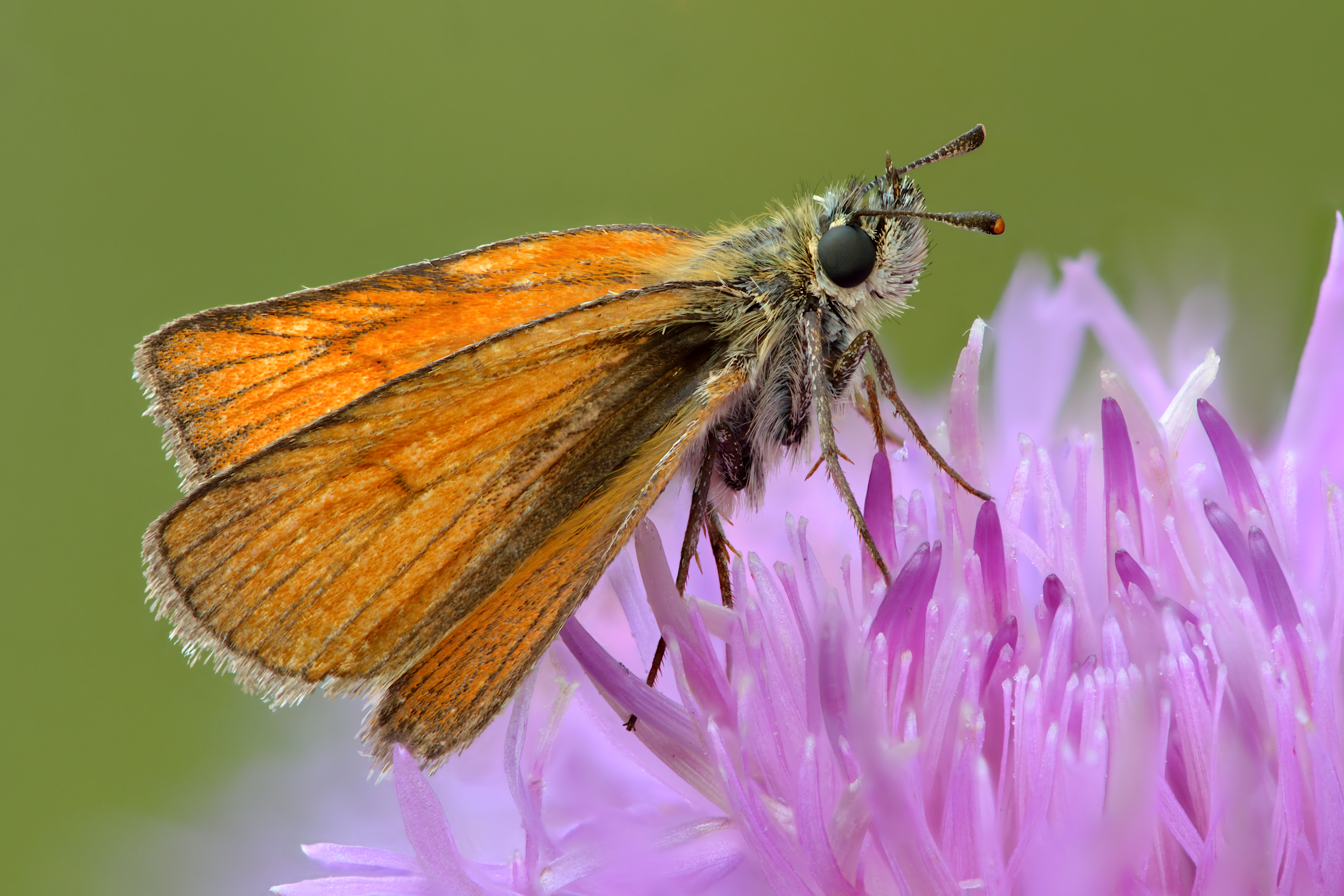
Dospělý motýl
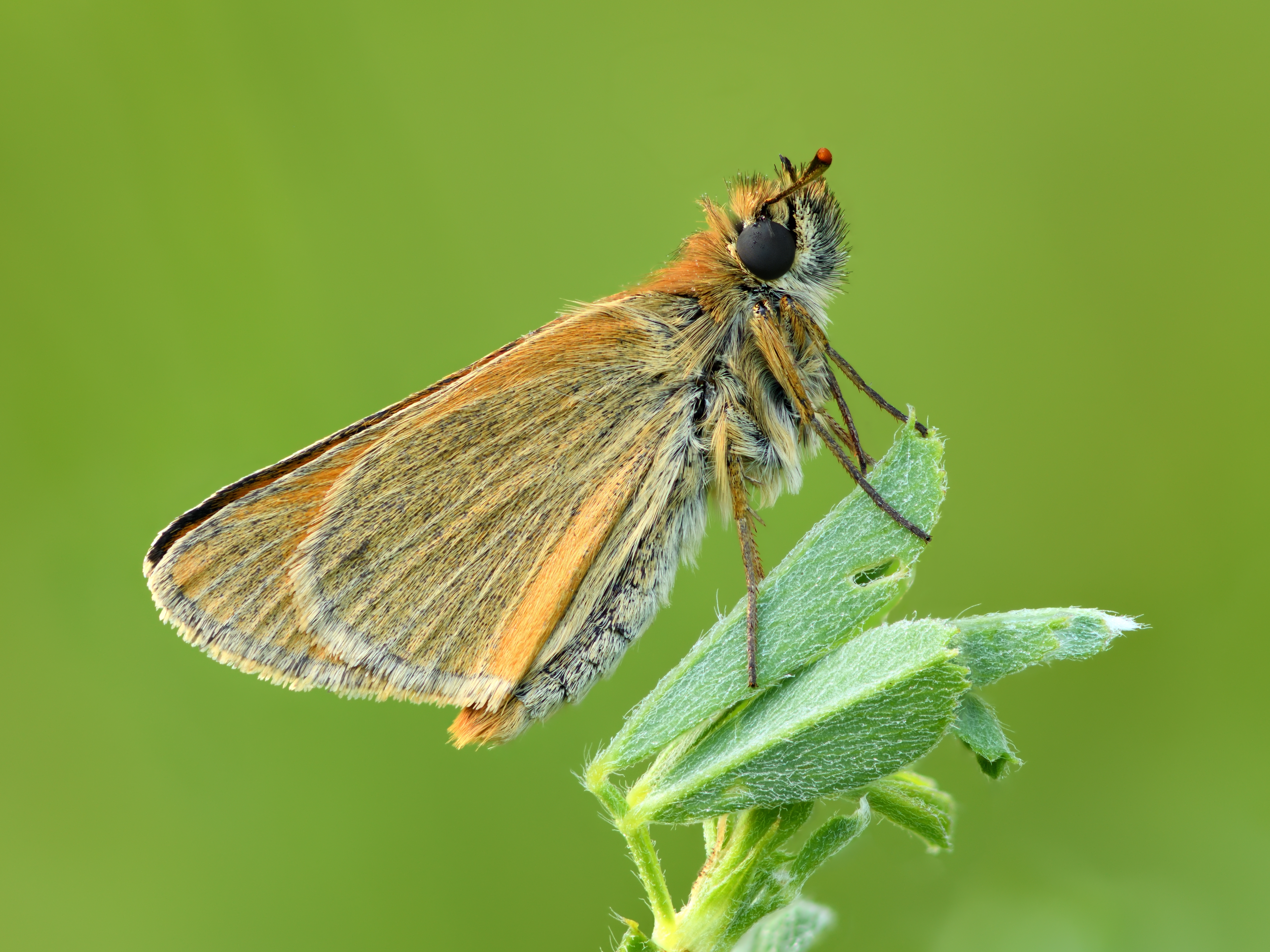
Pohled zespodu
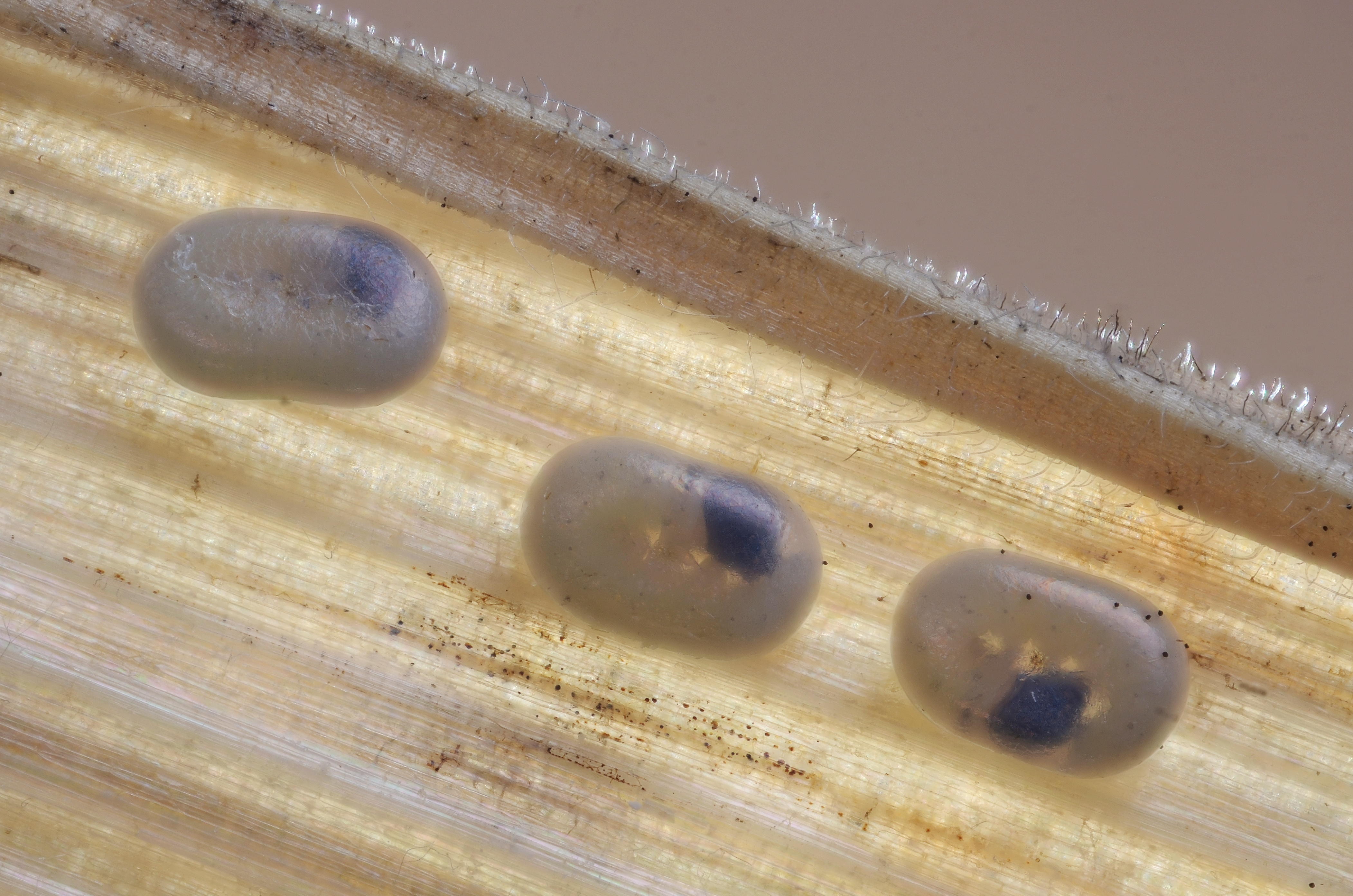
Vajíčka